# Tajemnicza gwiazda
Tajemnicza gwiazda – dziesiąty tom przygód Tintina i jego psa, Milusia.

## Treść
Tintin zauważa nową gwiazdę w gwiazdozbiorze Wielkiej Niedźwiedzicy. Idzie do obserwatorium, aby dowiedzieć się, co się dzieje. Okazuje się, że jest to meteoryt, który ma zderzyć się z Ziemią i spowodować koniec świata. Na szczęście przelatuje on 45 000 km od Ziemi i powoduje tylko trzęsienie ziemi. Biegnie do obserwatorium i zastaje dyrektora, który jest wściekły na pracownika, który dokonywał obliczeń. Okazuje się, że odłamek meteorytu wpadł do Morza Arktycznego i znajduje się w nim nieznany metal. Uszczęśliwiony profesor Kalist organizuje ekspedycję. Biorą w niej udział Tintin i kapitan Baryłka oraz kilku profesorów. 
Tymczasem do Arktyki wyrusza inna ekspedycja, która bardzo szybko zbliża się do celu. Wysyłają nawet fałszywy sygnał SOS do Aurory, aby powstrzymać jej załogę przed dotarciem do meteorytu. Mimo to, profesor Kalist i jego załoga docierają wcześniej do kawałka meteorytu. Zanim dopłynie statek, na odłamku zostaje Tintin wraz z Milusiem. Okazuje się, że metal zawarty w meteorycie sprawia, iż wszystko szybciej rośnie. Na meteorycie wyrasta wielka jabłoń, a pająk krzyżak, który tam się znajdował także się powiększył parę razy. Na szczęście spada na niego gigantyczne jabłko i go zabija. Niestety, meteoryt zaczyna się zatapiać i po Tintina przylatuje samolot z Aurory. Reporter zabiera odłamek meteorytu, który szybko zaczyna rosnąć w drodze do statku. 
Ekspedycja powraca do Europy. Kapitan Baryłka bardzo się z tego cieszy, bo na pokładzie zabrakło... whisky.

## Historia wydania
Tajemnicza gwiazda została wydana po raz pierwszy na łamach gazety Le Soir w 1941 roku. Była to czarno-biała edycja komiksu. Później wydano go w 1942 roku w kolorze jako pierwszy album Tintina wydany w kolorze. Było to pierwsze opowiadanie o Tintinie, które od początku miało mieć standardową później długość 62 stron. Poprzednie historie miały po 110 stron, gdyż drukowano go na papierze innej wielkości. 
Pomiędzy oryginalną wersją komiksu a jego późniejszymi wersjami jest wiele istotnych różnic; na przykład wroga ekspedycja wyruszyła ze Stanów Zjednoczonych. Występują też bandyci żydowskiego pochodzenia, co doprowadziło do oskarżenia Hergé o antysemityzm: gdy zostaje ogłoszony koniec świata, dwaj stereotypowi Żydzi cieszą się z tego, bo mają nadzieję, że nie będą musieli spłacać swoich wierzycieli. Ponadto, główny złoczyńca to amerykański finansista o żydowskim nazwisku, Blumenstein.
Dwaj żydowscy dłużnicy zostali usunięci w wersji książkowej. W późniejszych edycjach, złoczyńcy pochodzą z fikcyjnego państwa São Rico, a nazwisko Blumensteina zostało zmienione na Bohlwinkel (które także jest żydowskim nazwiskiem). Pomimo tych zmian, pozostawiono elementy wersji oryginalnej: statki z São Rico mają amerykańskie nazwy (Peary i Kentucky Star) a Tintin używa niemieckiego samolotu Arado 196 z czasów II wojny światowej.
W oryginalnej francuskiej edycji, gdy Filipulus znajduje się na szczycie masztu, Kapitan Baryłka twierdzi, że on jest najważniejszym człowiekiem po Bogu na statku i każe Filipulusowi zejść. Ale ten zaprzecza i mówi, że on jest najważniejszy po Bogu. Tintin twierdzi, że jest Bogiem, gdy mówi Filipulusowi przez megafon, aby zszedł na dół. Takie nawiązania zostały usunięte z angielskiej wersji językowej, w której Tintin stwierdza jedynie, że jest aniołem stróżem, prawdopodobnie, aby uniknąć obrażania Kościoła.